# 明光市
明光市（めいこう-し）は中華人民共和国安徽省滁州市に位置する県級市。

## 歴史
1932年（民国21年）11月、盱眙県17保、滁県6保、定遠県6保、来安県3保に嘉山県を新設、県治を三界鎮に設置した。1994年5月31日、県級市に改編され現在に至る。

## 行政区画
- 街道:明光街道、明東街道、明南街道、明西街道
- 鎮:張八嶺鎮、三界鎮、管店鎮、自来橋鎮、澗渓鎮、石壩鎮、蘇巷鎮、橋頭鎮、女山湖鎮、古沛鎮、潘村鎮、柳巷鎮
- 郷:泊崗郷